# 王基 (北魏)
王 基（おう き、482年 - 522年）は、中国漢王朝の武帝が紀元前108年に朝鮮半島に設置した植民地・楽浪郡で勢力を張った中国系豪族・楽浪王氏出身の北魏の人物。字は「洪業」。522年2月、洛陽永康里で死亡。前燕の「儀同三司 武邑公」を務めた王波の六世の子孫。

## 人物
1927年、王基の墓誌が洛陽東山嶺から出土しており、墓誌は西安碑林博物館が保管している。
高祖父・王班（王礼班）は、後燕の「散騎常侍」「平西将軍」「給事黄門侍郞」「晋陽侯」を務めた。曾祖父・王定国は、北魏の「庫部給事」「冠軍将軍」「河内太守」「幷州刺史」「博平男」を務めた。祖父・王唐成は、北魏の「広武将軍」「東宮侍郞」「合肥子」を務めた。父・王光祖は、北魏の「寧遠将軍」「徐州長史」「淮陽太守」「司州中正」「晋陽男」を務めた。
北魏・西魏の政治家である宇文泰の母親・明徳皇后と兄の王盟は楽浪王氏であるが、王基の六世の祖・王波と祖を同じくするため、明徳皇后、王盟、王基は同じ家門、親族である。王基一族は、代々北魏から爵位を与えられた官職従事者であり、北魏皇室とも婚姻を結ぶことができた名家だった。
六世の祖・王波は、前燕の「儀同三司 武邑公」を務めているため、楽浪郡滅亡前後に朝鮮から中国に移住している。
王基の墓誌は、一族が中国殷王朝の政治家・箕子の後裔であることが記されている。すなわち、殷王朝に箕子、比干、微子啓の三人の忠臣がおり、中国周王朝の武王が箕子を朝鮮に封じたために姓を王氏とした、と記録されている。